# ヴァンサン・マンソー
ヴァンサン・マンソー（Vincent Manceau，1989年7月10日 - ）は、フランス・メーヌ＝エ＝ロワール県アンジェ出身のサッカー選手。ポジションはディフェンダー。

## 経歴
6歳のときよりアンジェSCOの下でプレーする。当初はボランチでのプレーが中心だったが、まもなくディフェンダーにコンバートされた。2016年6月、アンジェとの契約を2020年まで延長した。
2022年6月27日、2021-22シーズンをもって契約満了でアンジェを退団することが発表された。14年間在籍していたアンジェのトップチームでは公式戦387試合に出場した。